# British Independent Film Awards 2007

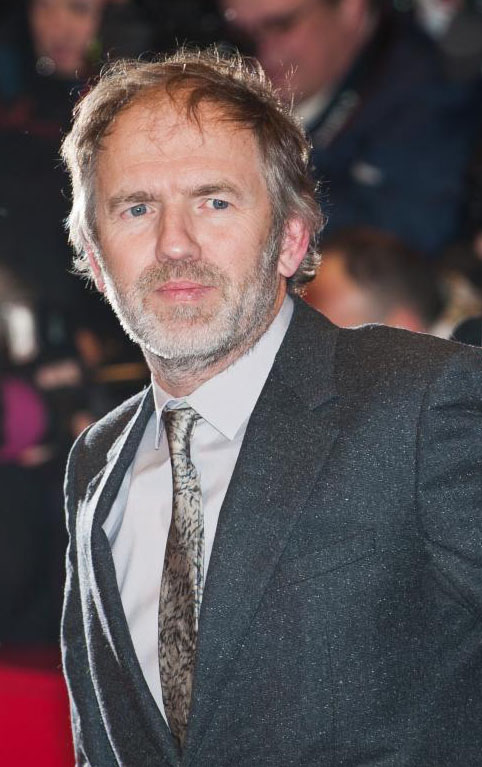
Anton Corbijn

Die 10. Verleihung der British Independent Film Awards (BIFA) fand am 20. November 2007 in London statt. Erfolgreichster Film des Jahres war Control von Regisseur Anton Corbijn mit vier Auszeichnungen (Bester Film, Beste Regie, Bester Newscomer, Douglas Hickox Award) bei drei weiteren Nominierungen.
Die deutsche Produktion Das Leben der Anderen von Regisseur Florian Henckel von Donnersmarck wurde als bester ausländischer Independentfilm ausgezeichnet.
Die Veranstaltung wurde moderiert vom Schauspieler James Nesbitt, der selbst im Jahr 2002 für seine Darstellung des nordirischen Politikers Ivan Cooper in Paul Greengrass’ Filmdrama Bloody Sunday einen Award erhalten hatte.

## Jury
- Simon Channing Williams, Produzent (Vera Drake) als Vorsitzender
- Hayley Atwell, Schauspielerin (Cassandras Traum)
- Peter Webber, Regisseur (Hannibal Rising)
- Kathy Burke, Schauspielerin und Regisseurin
- Will Clarke, Vorsitzender von Optimum Releasin
- Tony Curran, Schauspieler
- Chiwetel Ejiofor, Schauspieler (Serenity – Flucht in neue Welten, Children of Men)
- Annie Griffin, Regisseurin
- Sandra Hebron, Künstlerische Leiterin des London Film Festival
- Mark Herbert, Produzent
- Menhaj Huda, Regisseur
- Matthew Macfadyen, Schauspieler (Enigma)
- Neil Marshall, Regisseur (The Descent)
- Archie Panjabi, Schauspielerin (Kick It Like Beckham)
- Nitin Sawhney, Musiker und Komponist
- Roger Pratt, Kameramann (Twelve Monkeys, Troja)

| Preis                                               | Originalbezeichnung                                                             | Nominierungen | Preisträger                                |
| --------------------------------------------------- | ------------------------------------------------------------------------------- | --- | ------------------------------------------ |
| Bester britischer Independentfilm                   | Best British Independent Film                                                   | - And When Did You Last See Your Father? - Control - Eastern Promises - Hallam Foe - Notes on a Scandal | Control                                    |
| Bester ausländischer Independentfilm                | Best Foreign Independent Film                                                   | - Black Book - La vie en rose - Once - Ne le dis à personne (Kein Sterbenswort) - The Lives of Others (Das Leben der Anderen) | The Lives of Others(Das Leben der Anderen) |
| Beste britische Dokumentation                       | Best British Documentary                                                        | - Black Gold - Deep Water - Garbage Warrior - In the Shadow of the Moon - Joe Strummer: The Future Is Unwritten | Joe Strummer: The Future Is Unwritten      |
| Bester britischer Kurzfilm                          | Best British Short Film                                                         | - A Bout de Truffe - The Truffle Hunter - Cherries - Dog Altogether - The Girls - What Does Your Daddy Do? | Dog Altogether                             |
| Bester Schauspieler                                 | Best Performance by an Actor in a British Independent Film                      | - Jim Broadbent in And When Did You Last See Your Father? - Sam Riley in Control - Viggo Mortensen in Eastern Promises - Jamie Bell in Hallam Foe - Cillian Murphy in Sunshine                                                                                  | Viggo Mortensen                            |
| Beste Schauspielerin                                | Best Performance by an Actress in a British Independent Film                    | - Anne Hathaway in Becoming Jane - Tannishtha Chatterjee in Brick Lane - Sophia Myles in Hallam Foe - Kierston Wareing in It's a Free World... - Judi Dench in Notes on a Scandal                                                                               | Judi Dench                                 |
| Bester Nebendarsteller oder beste Nebendarstellerin | Best Performance by a Supporting Actor or Actress in a British Independent Film | - Colin Firth in And When Did You Last See Your Father? - Toby Kebbell in Control - Samantha Morton in Control - Armin Mueller-Stahl in Eastern Promises - Cate Blanchett in Notes on a Scandal                                                                 | Toby Kebbell                               |
| Beste Regie                                         | Best Director of a British Independent Film                                     | - Anand Tucker für And When Did You Last See Your Father? - Sarah Gavron für Brick Lane - Anton Corbijn für Control - David Cronenberg für Eastern Promises - David MacKenzie für Hallam Foe                                                                    | Anton Corbijn                              |
| Douglas Hickox Award                                | The Douglas Hickox Award                                                        | - Nick Francis, Marc Francis für Black Gold - Anton Corbijn für Control - Oliver Hodge für Garbage Warrior - David Schwimmer für Run, Fat Boy, Run - Steve Hudson für True North                                                                                | Anton Corbijn                              |
| Bester Newcomer                                     | Most Promising Newcomer                                                         | - Imogen Poots in 28 Weeks Later - Matthew Beard in And When Did You Last See Your Father? - Sam Riley in Control - Bradley Cole in Exhibit A - Kierston Wareing in It's a Free World...                                                                        | Sam Riley                                  |
| Bestes Drehbuch                                     | Best Screenplay                                                                 | - David Nicholls für And When Did You Last See Your Father? - Matt Greenhalgh für Control - Steve Knight für Eastern Promises - Ed Whitmore und David MacKenzie für Hallam Foe - Patrick Marber für Notes on a Scandal                                          | Patrick Marber                             |
| Beste Produktion                                    | Best Achievement In Production                                                  | - Black Gold - Control - Exhibit A - Extraordinary Rendition - Garbage Warrior | Black Gold                                 |
| Beste Technik                                       | Best Technical Achievement                                                      | - Enrique Chediak für 28 Weeks Later (Kamera) - Trevor Waite für And When Did You Last See Your Father? (Schnitt) - Martin Ruhe für Control (Kamera) - Colin Monie und David MacKenzie für Hallam Foe (Musik) - Mark Tildesley für Sunshine (Produktionsdesign) | Mark Tildesley                             |
| The Raindance Award                                 | The Raindance Award                                                             | - Exhibit A - The Inheritance [2007] - Tovarisch: I Am Not Dead | The Inheritance [2007]                     |

Weitere Preise
- Spezialpreis der Jury: Andi Engel, Robert Beeson, Pamela Engel (Artificial Eye)
- The Variety Award: Daniel Craig
- The Richard Harris Award: Ray Winstone